# Xylopia altissima
Xylopia altissima este o specie de plante angiosperme din genul Xylopia, familia Annonaceae, descrisă de Jacob Gijsbert Boerlage. Conform Catalogue of Life specia Xylopia altissima nu are subspecii cunoscute.